# داريل مونرو
داريل مونرو (بالإنجليزية: Darryl Monroe)‏ مواليد 30 يناير 1986 في فرجينيا بيتش، هو لاعب كرة سلة أمريكي. بدأ مسيرته الاحترافية في سنة 2009. يلعب مع تورك تيليكوم في الدوري التركي لكرة السلة كلاعب وسط. يحمل الرقم 88. يبلغ طوله 6 قدم 6.6 بوصة (2.0 م).

## المسيرة الاحترافية
لعب مع باسكت مانريسا في الدوري الإسباني في موسم 2013–2014، ثم لعب مع سكاليجيرا باسكت فيرونا في موسم 2014–2015، ثم لعب مع أوشاك سبورتيف في الدوري التركي في سنة 2016، ثم لعب مع تورك تيليكوم في سنة 2016.

## روابط خارجية
- داريل مونرو على موقع الدوري الإسباني لكرة السلة (الإسبانية)
- داريل مونرو على موقع كرة السلة الأوروبية.كوم (الإنجليزية)
- داريل مونرو على موقع كلية كرة السلة في سبورتس رفرنس.كوم (الإنجليزية)
- داريل مونرو على موقع ريلجم (الإنجليزية)
- داريل مونرو على موقع بروبوليرز (الإنجليزية)
- داريل مونرو على موقع سبورتس رفرنس (الإنجليزية)